# Землетрясение к западу от Эрмоса-Бич (2010)
Землетрясение магнитудой 3,5 произошло 7 июня 2010 года в 09:17:11 (UTC) в штате Калифорния (США), в 4 км к западу от Эрмоса-Бич. Гипоцентр землетрясения находился на глубине 14,0 километров.
Землетрясение ощущалось в населённых пунктах: Эль-Сегандо, Хоторн, Эрмоса-Бич, Инглвуд, Лондейл, Лос-Анджелес, Манхэттен-Бич, Монтебелло, Плая-дель-Рей, Редондо-Бич, Санта-Моника, Тарзана, Торранс, Вудленд-Хиллз, и других населённых пунктах в области между Частвортом, Пасадина и Лонг-Бич. Подземные толчки ощущались в округах: Лос-Анджелес, Ориндж и Вентура.
В результате землетрясения сообщений о жертвах и разрушениях не поступало.
Вечером того же дня в этом же регионе произошло землетрясение магнитудой 3,7.

## Тектонические условия региона
Эрмоса-Бич расположен на юго-западной окраине бассейна Лос-Анджелеса, на прибрежной равнине. Бассейн Лос-Анджелеса представляет собой заполненный аллювиальными отложениями бассейн, ограниченный на севере и востоке горами Санта-Моника, Сан-Гейбриэл и Санта-Ана, а на западе и юге — Тихим океаном и полуостровом Палос-Вердес.
Зона Эрмоса-Бич подстилается песчаными дюнами голоценового возраста, расположенными к западу от соседних более старых аллювиальных отложений бассейна Лос-Анджелеса. Под поверхностными песчаными дюнами находится формация Сан-Педро эпохи плейстоцена, состоящая из неуплотнённых и полууплотнённых слоистых песков с некоторыми глинами, илами и гравием. Формация Пико поздней плиоценовой эпохи, состоящая из морских алевролитов и песчаников, расположена под формацией Сан-Педро. Под формацией Пико находится ранняя формация Репетто эпохи плиоцена, состоящая из алевролитов со слоями песчаников и конгломератов. Под формацией Репетто находится формация Пуэнте миоценового возраста, которая содержит основной нефтяной резервуар в зоне Эрмоса-Бич.
Эрмоса-Бич расположен на юго-западной оконечности залива Санта-Моника. Перепад высот в городе — от уровня моря на западе до высоты около 61 метра (200 футов) во внутренних районах.
Основную сейсмическую опасность для города представляют тектонические разломы и колебания грунта. Вторичные сейсмические опасности: разжижение грунтов, боковые сдвиги, дифференциальное расселение, землетрясения, вызванные оползнями, и проседание грунта.
Зона Эрмоса-Бич не находится в опасной зоне тектонических разломов, определяемой Законом о зонировании разломов землетрясений Alquist-Priolo. Основываясь на информации, полученной от Калифорнийской геологической службы (CGS), в области Эрмоса-Бич не обнаружено никаких активных тектонических разломов. Ближайшие активные разломы — это разлом Ньюпорт-Инглвуд, примерно в 8 км к востоку от Эрмоса-Бич, и разлом Палос-Вердес, примерно в 3,2 км к западу от города. Неактивный шельфовый разлом, Offshore Fault 103, находится примерно в 2,3 км к западу от Эрмоса-Бич.
История наблюдений показывает, что в районе Эрмоса-Бич в XX веке происходили различные сейсмические события. Так, например, землетрясение 1933 года в Лонг-Бич, произошедшее рядом с разломом Ньюпорт-Инглвуд, нанесло серьёзный ущерб слабым каменным сооружениям и привело к гибели 115 человек в регионе. Землетрясение имело оценочную магнитуду 6,4.